# Louis & Frank
Louis & Frank es una película de 1998 escrita y dirigida por Alexandre Rockwell. Es la continuación de la galardonada In the Soup (1992), un spin-off dos de los personajes de la primera, los cantantes Louis Di Buffoni (Steven Randazzo) y Frank (Francesco Messina). Ahora Louis tiene familia y una negocio de mudanzas en Queens, mientras que su primo Frank se ha estado entrenando como esteticista en Sicilia. De vuelta en Queens, Frank sugiere volver a dedicarse al canto profesional. Conocidos como los «Bitchin' Di Buffonis», comienzan a cantar junto al fracasado mánager Lenny Star Springer (Tony Curtis). Después de debutar en un centro de boliche de New Jersey, finalmente consiguen una actuacuón en Nueva York, pero descubrirán que tienen que cantar travestidos. Steve Buscemi, protagonista de In the Soup, hace un cameo travestido. Esta comedia fue estrenada en el Festival de Róterdam de 1998.